# Normunds Kindzulis
Normunds Kindzulis (ur. 18 lipca 1991, zm. 28 kwietnia 2021 w Tukums) – łotewski ratownik medyczny i działacz społeczny LGBT. Zmarł w wyniku poparzenia z powodu podpalenia, prawdopodobnie w wyniku ataku na tle homofobicznym. 

## Życiorys
Pracował jako paramedyk w łotewskiej Służbie Pogotowia Ratunkowego od 2015 roku, po ukończeniu studiów jako asystent medyczny w Kolegium Czerwonego Krzyża w Uniwersytecie Stradiņša w Rydze. Był aktywnie zaangażowany w działalność na rzecz osób LGBT. Był osobą homoseksualną. W związku z groźbami o charakterze homofobicznym przeprowadził się z Rygi do Tukums, gdyż oddalone 70 km od stolicy miasteczko miało być spokojniejsze.

## Śmierć
Wraz ze swoim partnerem o imieniu Artis otrzymywali groźby, które miały ich zmusić do przeprowadzki. Już w listopadzie 2020 zgłaszali tę sprawę na policję, która odmówiła wszczęcia postępowania. Według relacji Artisa, nazajutrz po tej sytuacji Normunds miał zostać zaatakowany i zepchnięty ze schodów, jednak nie zgłosili tego na policję, gdyż po wcześniejszych doświadczeniach stwierdzili, że to bez sensu.
22 kwietnia 2021 roku Normunds został został zaatakowany na klatce schodowej przez dwóch mężczyzn, którzy kilkukrotnie próbowali zepchnąć go ze schodów. Udało mu się odstraszyć napastników za pomocą gazu łzawiącego. Ponownie został zaatakowany o godz. 4:00 nad ranem w nocy z 22 na 23 kwietnia. Został wówczas oblany łatwopalną cieczą i podpalony.
Normunds doznał 85% poparzeń ciała i trafił do szpitala, gdzie zmarł 28 kwietnia 2021 roku. W szpitalu przebywał także Artis, który usłyszał wołanie o pomoc i, próbując pomóc, sam doznał oparzeń. Artis twierdził, że gdy zobaczył Normundsa, ten płonął jak pochodnia. Próbował go włożyć do wanny, aby ugasić ogień, jednak zarówno ubrania, jak i ciało, były już zwęglone.

### Reakcje
Incydent ten wzbudził szerokie oburzenie na Łotwie i za granicą, a wielu uznało go za zbrodnię z nienawiści na tle homofobicznym.
Policja prowadziła dochodzenie w sprawie jego śmierci, rozważając różne wersje wydarzeń. Początkowo incydent był badany jako możliwa zbrodnia z nienawiści, ponieważ Kindzulis wcześniej zgłaszał groźby i był kilka razy pobity. Późniejsze doniesienia medialne wskazywały, że policja rozważała również inne możliwości, w tym hipotezę samobójstwa, co spotkało się z protestami ze strony jego bliskich i aktywistów, którzy podkreślali, że Normunds jako profesjonalista medyczny znałby mniej bolesne sposoby na odebranie sobie życia.
Śmierć Normundsa Kindzulisa wywołała dyskusję na temat praw osób LGBT na Łotwie oraz reakcji władz na przestępstwa z nienawiści.